# Filsland Mobilitätsverbund
Die Filsland Mobilitätsverbund GmbH, kurz FMV, war ein Verkehrsverbund im Landkreis Göppingen. Die Gesellschaft war ein Unternehmensverbund aller Omnibus-Unternehmen im Landkreis und der Deutschen Bahn AG und ist am 15. Oktober 2010 gegründet worden. Der einheitliche Tarif trat am 1. Januar 2011 in Kraft und löste zu diesem Zeitpunkt die Verkehrsgemeinschaft Stauferkreis (VGS) ab. Die VGS war 1990 gegründet worden und Nachfolger der 1983 gegründeten Nahverkehrsgesellschaft Göppingen (NVG). Der Landkreis Göppingen und das Land Baden-Württemberg unterstützten den Verkehrsverbund jährlich mit insgesamt etwa 1,2 Millionen Euro.
Zum 1. Januar 2014 wurde die Filstalbahn, die einzige verbliebene Bahnstrecke des Landkreises, in den Verkehrs- und Tarifverbund Stuttgart (VVS) teilintegriert. Im ein- und ausbrechenden Verkehr mit der restlichen Region Stuttgart galt fortan der VVS-Tarif, im Binnenverkehr des Landkreises Göppingen jedoch weiterhin der FMV-Tarif. Zum 1. Januar 2021 trat der Landkreis Göppingen komplett dem VVS bei, wodurch der Filsland Mobilitätsverbund vollständig in diesem aufging. Der Verbund gehörte außerdem zum Geltungsbereich des Metropoltickets Stuttgart.
Die Filsland Mobilitätsverbund GmbH besteht auch nach Abgabe der verkehrsverbundlichen Aufgaben weiter. Heute erfüllt sie unter anderem den Betrieb eines VVS-Kundenzentrums, die Einnahmeaufteilung sowie die zentrale Betreuung von Vertriebs- und Hintergrundsystemen.

## Beteiligte Unternehmen
- Omnibusverkehrsgesellschaft Göppingen OVG mbH, Göppingen
- Frank & Stöckle Omnibusverkehr, Hattenhofen
- Hildenbrand GmbH Omnibusverkehr, Gruibingen
- Omnibusverkehr Schlierbach, Schlierbach
- Sihler GmbH Omnibusverkehr, Geislingen an der Steige
- Auto-Mann GmbH & Co., Blaubeuren
- Merkle GmbH, Böhmenkirch
- DB Bahn Regiobus Stuttgart GmbH, Stuttgart
- Deutsche Bahn, Berlin

## Linien

### Vor Integration in VVS
| Linenummern | Bedeutung |
| ----------- | --- |
| 1–19        | Linien der OVG ab Göppingen ZOB (ausgenommen Göppinger Stadtverkehr und Linie 3 (wird seit 2018 durch die Firma Hildenbrand bedient)) |
| 20–29       | Linien Frank & Stöckle Omnibusverkehr                                                                                                 |
| 30–39       | Linien Hildenbrand GmbH Omnibusverkehr                                                                                                |
| 40–49       | Nicht vorhanden |
| 50–60       | Linien im Raum Geislingen |
| 61–90       | Nicht vorhanden |
| 91–97       | Göppinger Stadtverkehr |
| 98–177      | Nicht vorhanden |
| 178         | Linie der OVG, Überbleibsel einer alten Sortierung                                                                                    |
| 260–269     | Linien DB Bahn Regiobus Stuttgart GmbH                                                                                                |
| 7672–7689   | Linien DB Bahn Regiobus Stuttgart GmbH                                                                                                |

### Seit Integration in VVS
| Linie | Neue Liniennummer | Betreiber       | Strecke                                              | Verkehrstage              | Takt                                                                              | Takt Samstags                                                                                           | Takt Sonntags                                                                                           |
| ----- | ----------------- | --------------- | ---------------------------------------------------- | ------------------------- | --------------------------------------------------------------------------------- | --- | --- |
| 1     | 940               | OVG             | Göppingen ZOB<-> Eislingen Nord Schlossplatz/Bahnhof | MO-SO (Feiertage)         | 30 Min                                                                            | Stundentakt                                                                                             | Zweistundentakt                                                                                         |
| 2     | 911               | OVG             | Göppingen ZOB<->Albershausen                         | MO-SO (Feiertage)         | 30 Min (Teilweise Stundentakt)                                                    | Stundentakt                                                                                             | Stundentakt                                                                                             |
| 3     | 980               | Hildenbrand     | Göppingen ZOB<->Schlat                               | MO-SO (Feiertage)         | 30 Min                                                                            | 30 Min                                                                                                  | Stundentakt                                                                                             |
| 4     | 934               | OVG             | Göppingen ZOB<->Breech                               | MO-SO (Feiertage)         | Stundentakt (mit Taktverstärkern)                                                 | Stundentakt                                                                                             | Zweistundentakt                                                                                         |
| 5     | 912               | OVG             | Göppingen ZOB<->Oberwälden                           | MO-SO (Feiertage)         | Stundentakt (mit Taktverstärkern)                                                 | Stundentakt                                                                                             | Zweistundentakt                                                                                         |
| 6     | 941               | OVG             | Göppingen ZOB<->Ottenbach                            | MO-SO (Feiertage)         | Stundentakt (mit Taktverstärkern)                                                 | Stundentakt                                                                                             | Zweistundentakt                                                                                         |
| 7     | 913               | OVG             | Göppingen ZOB<->Sparwiesen                           | MO-SO (Feiertage)         | Stundentakt (mit Taktverstärkern)                                                 | Zweistundentakt                                                                                         | Zweistundentakt                                                                                         |
| 8     | TBA               | OVG             | Albershausen <->Ebersbach                            | MO–FR (nur an Schultagen) | Einzelne Fahrten                                                                  | Kein Betrieb                                                                                            | Kein Betrieb                                                                                            |
| 10    | 930               | OVG             | (Faurndau) <-> Wangen <->Rechberghausen              | MO-SO (Feiertage)         | Stundentakt (mit Taktverstärkern)                                                 | Zweistundentakt                                                                                         | Zweistundentakt                                                                                         |
| 11/12 | 931/932           | OVG             | Göppingen ZOB<->Schwäbisch Gmünd                     | MO-SO (Feiertage)         | Ergänzen sich zum 30-min-Takt                                                     | Stundentakt                                                                                             | Stundentakt                                                                                             |
| 13    | 933               | OVG             | Göppingen ZOB<->Hohenstaufen <-> (Lenglingen)        | MO-SO (Feiertage)         | Stundentakt (mit Taktverstärkern)                                                 | Zweistundentakt                                                                                         | Zweistundentakt                                                                                         |
| 14    | TBA               | OVG             | Stadtverkehr Lorch                                   | MO–FR                     | Einzelne Fahrten                                                                  | Kein Betrieb                                                                                            | Kein Betrieb                                                                                            |
| 15    | 915               | OVG             | Göppingen ZOB<->Holzhausen                           | MO-SO (Feiertage)         | 30 Min (Teilweise Stundentakt am Abend)                                           | Stundentakt                                                                                             | Stundentakt                                                                                             |
| 16    | 942               | OVG             | Göppingen ZOB<->Eislingen Nord                       | MO-SO (Feiertage)         | 30 Min (Teilweise Stundentakt am Abend)                                           | Stundentakt                                                                                             | Zweistundentakt                                                                                         |
| 17    | 943               | OVG             | Eislingen Süd<->Eislingen Nord                       | MO–FR (nur an Schultagen) | Einzelne Fahrten                                                                  | Kein Betrieb                                                                                            | Kein Betrieb                                                                                            |
| 20    | 920               | Frank & Stöckle | Göppingen ZOB<->Weilheim Teck                        | MO-SO (Feiertage)         | 30 Min (Bis Zell u. A.)/Stundentakt                                               | Stundentakt                                                                                             | Stundentakt                                                                                             |
| 21    | 921               | Frank & Stöckle | Göppingen ZOB<->Zell u.A.                            | MO-SO (Feiertage)         | Stundentakt (mit Taktverstärkern)                                                 | Stundentakt                                                                                             | Stundentakt                                                                                             |
| 22    | 922               | Frank & Stöckle | Uhingen Bahnhof<->Zell u.A.                          | MO-SO (Feiertage)         | Stundentakt (mit Taktverstärkern)                                                 | Stundentakt                                                                                             | Zweistundentakt                                                                                         |
| 23    | 923               | Frank & Stöckle | Weilheim Teck<->Faurndau Haier Waldorfschule         | MO–FR (nur an Schultagen) | Einzelne Fahrten                                                                  | Kein Betrieb                                                                                            | Kein Betrieb                                                                                            |
| 31    | 981               | Hildenbrand     | Göppingen ZOB<->Wiesensteig                          | MO-SO (Feiertage)         | Stundentakt                                                                       | Stundentakt                                                                                             | Stundentakt                                                                                             |
| 32    | 982               | Hildenbrand     | Gammelshausen<->Deggingen                            | MO-SO (Feiertage)         | Stundentakt (mit Taktverstärkern)                                                 | Zweistundentakt                                                                                         | Zweistundentakt                                                                                         |
| 33    | 983               | Hildenbrand     | Göppingen ZOB<->Bad Boll                             | MO-SO (Feiertage)         | Stundentakt (mit Taktverstärkern)                                                 | Stundentakt                                                                                             | Zweistundentakt                                                                                         |
| 35    | 961               | Hildenbrand     | Deggingen<->Hohenstadt                               | MO-SO (Feiertage)         | Stundentakt (Teilweise Zweistundentakt am Abend)                                  | Zweistundentakt                                                                                         | Zweistundentakt                                                                                         |
| 55    | 965               | Sihler          | Geislingen ZOB<->Unterböhringen                      | MO-SO (Feiertage)         | Stundentakt (mit Taktverstärkern)                                                 | Einzelne Fahrten(Gesamtstrecke) / Stundentakt (Zwischen Hausen und Unterböhringen)                      | Zweistundentakt (Zwischen Hausen und Unterböhringen)                                                    |
| 56    | 966               | Sihler          | Geislingen ZOB<->Wiesensteig                         | MO-SO (Feiertage)         | Stundentakt (mit Taktverstärkern)                                                 | Stundentakt                                                                                             | Stundentakt                                                                                             |
| 57    | 957               | RBS             | Geislingen ZOB<->Schalkstetten                       | MO-SO (Feiertage)         | Stundentakt                                                                       | Zweistundentakt                                                                                         | Zweistundentakt                                                                                         |
| 58    | 958               | Merkle          | Geislingen ZOB<->Böhmenkirch                         | MO-SO (Feiertage)         | Stundentakt (mit Taktverstärkern)                                                 | Zweistundentakt                                                                                         | Zweistundentakt                                                                                         |
| 59    | 959               | Merkle          | Geislingen ZOB<->Waldhausen                          | MO-SO (Feiertage)         | Stundentakt (mit Taktverstärkern)                                                 | Zweistundentakt                                                                                         | Zweistundentakt ( Tacktlücke)                                                                           |
| 60    | 952               | Merkle          | Böhmenkirch<->Heidhöfe<->Böhmenkirch                 | MO-SO (Feiertage)         | Stundentakt (mit Taktverstärkern)                                                 | Zweistundentakt                                                                                         | Zweistundentakt                                                                                         |
| 91    | 901               | Frank & Stöckle | Göppingen ZOB<->Galgenberg                           | MO-SO (Feiertage)         | Stundentakt (mit Taktverstärkern zum 10 Min Takt)                                 | Stundentakt                                                                                             | Zweistundentakt                                                                                         |
| 92    | 902               | Frank & Stöckle | Göppingen ZOB<->Klinik am Eichert                    | MO-SO (Feiertage)         | 30 Min (Teilweise Stundentakt am Abend)                                           | 30 Min (Teilweise Stundentakt am Abend)                                                                 | Stundentakt                                                                                             |
| 93    | 903               | Frank & Stöckle | Göppingen ZOB<->Göppingen Galgenberg                 | MO-SO (Feiertage)         | Stundentakt                                                                       | Stundentakt                                                                                             | Zweistundentakt                                                                                         |
| 94    | 904               | Frank & Stöckle | Göppingen ZOB<->Hohrein                              | MO-SO (Feiertage)         | Stundentakt                                                                       | Zweistundentakt (Bis 13 Uhr ) / Zweistundentakt (Zwischen Bartenbach und Hohrein)                       | Zweistundentakt (Zwischen Bartenbach und Hohrein)                                                       |
| 95    | 905               | Frank & Stöckle | Göppingen ZOB<-> Göppingen Zeppelinstr./Kirche       | MO-SO (Feiertage)         | Stundentakt                                                                       | Stundentakt                                                                                             | Zweistundentakt                                                                                         |
| 97    | 997               | Frank & Stöckle | Göppingen ZOB<-> Berufsschulzentrum Oede             | MO–FR (nur an Schultagen) | Einzelne Fahrten (jeweils zum Schulbeginn/-ende im 10 Min Takt)                   | Kein Betrieb                                                                                            | Kein Betrieb                                                                                            |
| X93   | X93               | OVG             | Göppingen ZOB<-> Lorch Bahnhof                       | MO-SO (Feiertage)         | Stundentakt                                                                       | Stundentakt                                                                                             | Stundentakt                                                                                             |
| 178   | 914               | OVG             | Göppingen ZOB<-> Kirchheim u. T.                     | MO-SO (Feiertage)         | Stundentakt (mit Taktverstärkern)                                                 | Zweistundentakt                                                                                         | Zweistundentakt                                                                                         |
| 260   | 935               | RBS             | Göppingen ZOB<->Schorndorf                           | MO-SO (Feiertage)         | Stundentakt (mit Taktverstärkern)                                                 | Zweistundentakt                                                                                         | Zweistundentakt                                                                                         |
| 261   | 916               | RBS             | Göppingen ZOB<-> Winterbach                          | MO-SO (Feiertage)         | Stundentakt (Zwischen Ebersbach und Winterbach)/ Einzelne Fahrten (Gesamtstrecke) | Zweistundentakt (Zwischen Ebersbach und Winterbach)/Zweistundentakt (Zwischen Ebersbach und Bünzwangen) | Zweistundentakt (Zwischen Ebersbach und Winterbach)/Zweistundentakt (Zwischen Ebersbach und Bünzwangen) |